# Казагранде, Франческо (футболист)
Франческо Казагранде (итал. Francesco Casagrande; родился 2 июля 1953 года, Марено-ди-Пьяве, Италия) — итальянский футболист, выступающий на позиции полузащитника, тренер.

## Карьера
Выделяясь густыми волосами и эффектными усами, играл на позиции полузащитника. Характеризовался как трудолюбивый полузащитник, готовый выполнять большой объём работы. Наиболее известен своим выступлением за «Кальяри», «Фиорентина», «Сампдория», «Комо» и «Падова», сыграв 182 матча и забив 13 голов в Серии А. Завершил карьеру в команде «Виречи» в 1989 году.
Стал серебряным призёром Серии А с «Фиорентиной» в сезоне 1981/82 года, обладателем Кубка Италии 1984/85 года с "Сампдорией" и добился «повышения» в серию А с «Кальяри» в сезоне 1978/79 года.